# Église Saint-Melaine de Meslan
L'église Saint-Melaine est une église catholique située au bourg de Meslan, en France.

## Localisation
L'église est située dans le département français du Morbihan, sur la commune de Meslan.

## Historique
L'église fait l’objet d’une inscription au titre des monuments historiques depuis le 15 mai 1925.

Le bâtiment a été édifié au XIIe siècle sous la forme d'une croix latine. Selon une indication située dans le porche, l'église a été reconstruite en 1577 alors que Missire Jean Gouzillon était recteur de la paroisse de Meslan: 

« L'AN 1577 FUT REFAICTE CESTE EGLISE POUR LORS RECTEUR M I GOUZILLON TRESORIER »

. 

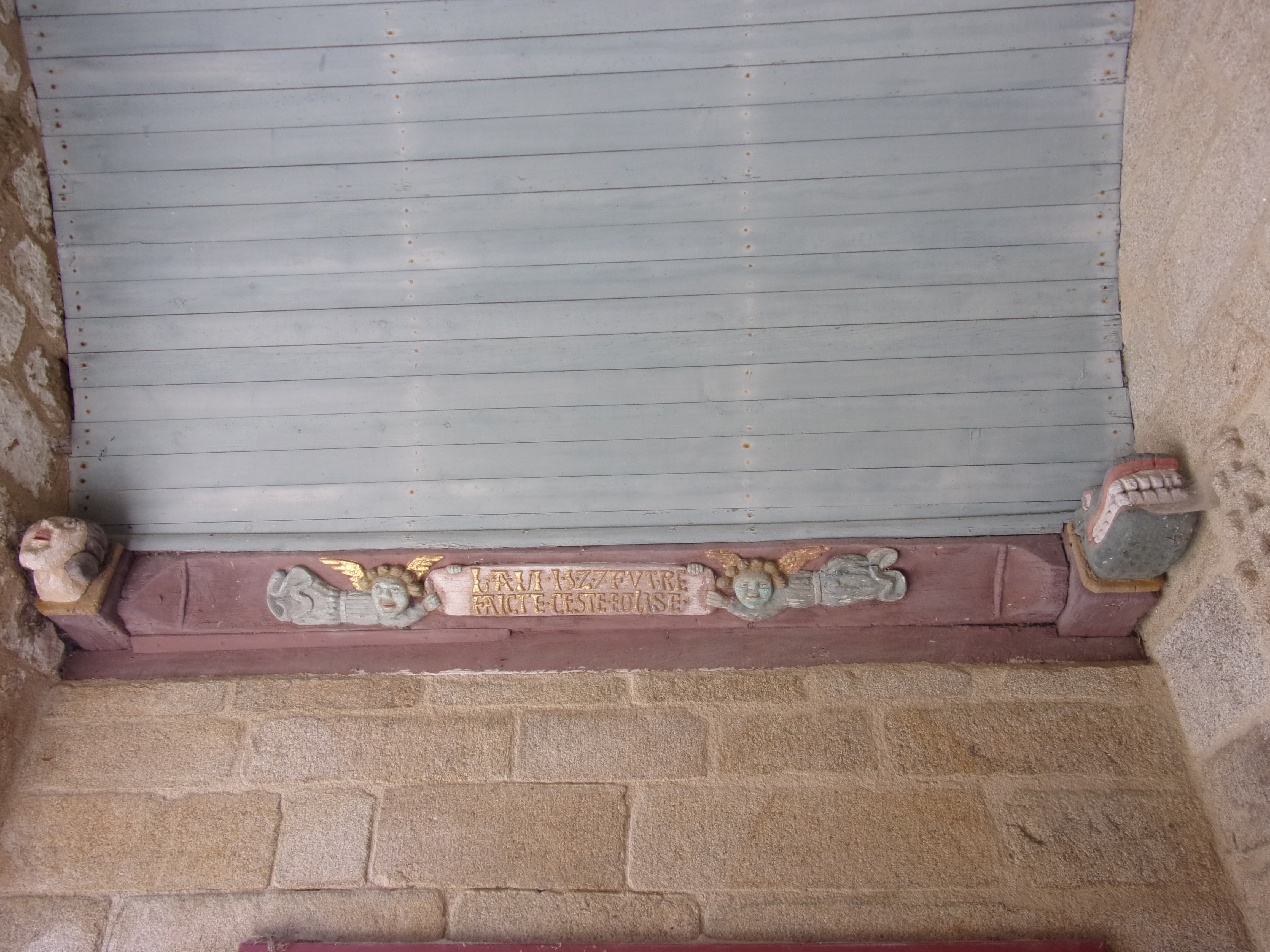
Inscription portée par 2 anges dans le porche donnant l'année de reconstruction de l'église (1577).
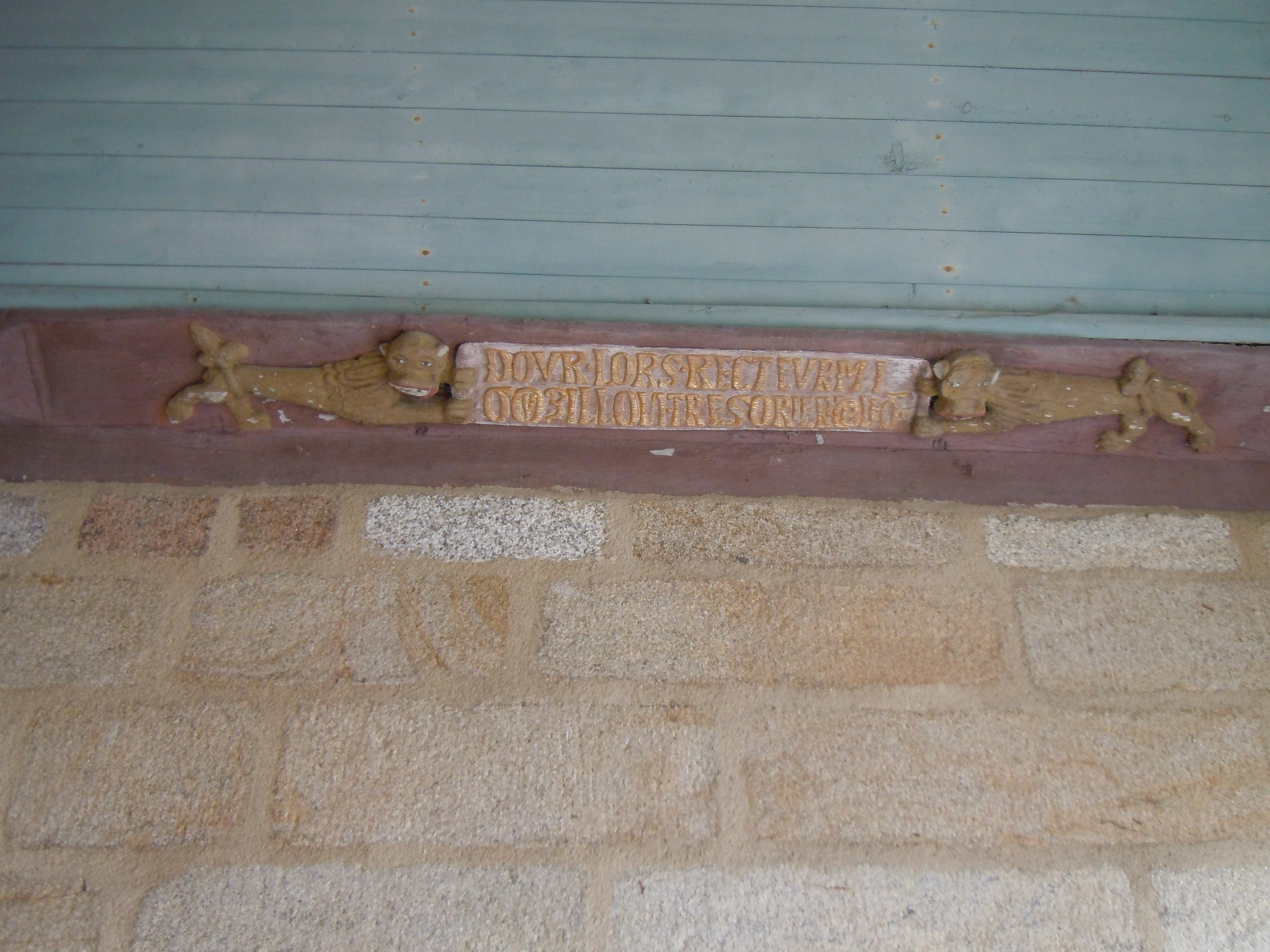
Inscription donnant le nom du recteur à l'origine de la reconstruction de l'église.

Du bâtiment initial, il ne reste que le mur du bas-côté Nord. L'ossuaire au Sud-Ouest a été supprimé au début du XXe siècle. La tour Sud-Est abritant les cloches a été construite en 1932. Le cimetière de l'enclos paroissial a été transféré vers 1934. Les seigneurs prééminenciers étaient les Audouyn et les De Stanghingant, seigneurs de Restinois, dont les armes sont peintes sur le mur extérieur Est de la chapelle Nord. Un écu non identifié avec certitude est sculpté au chevet de l'église.

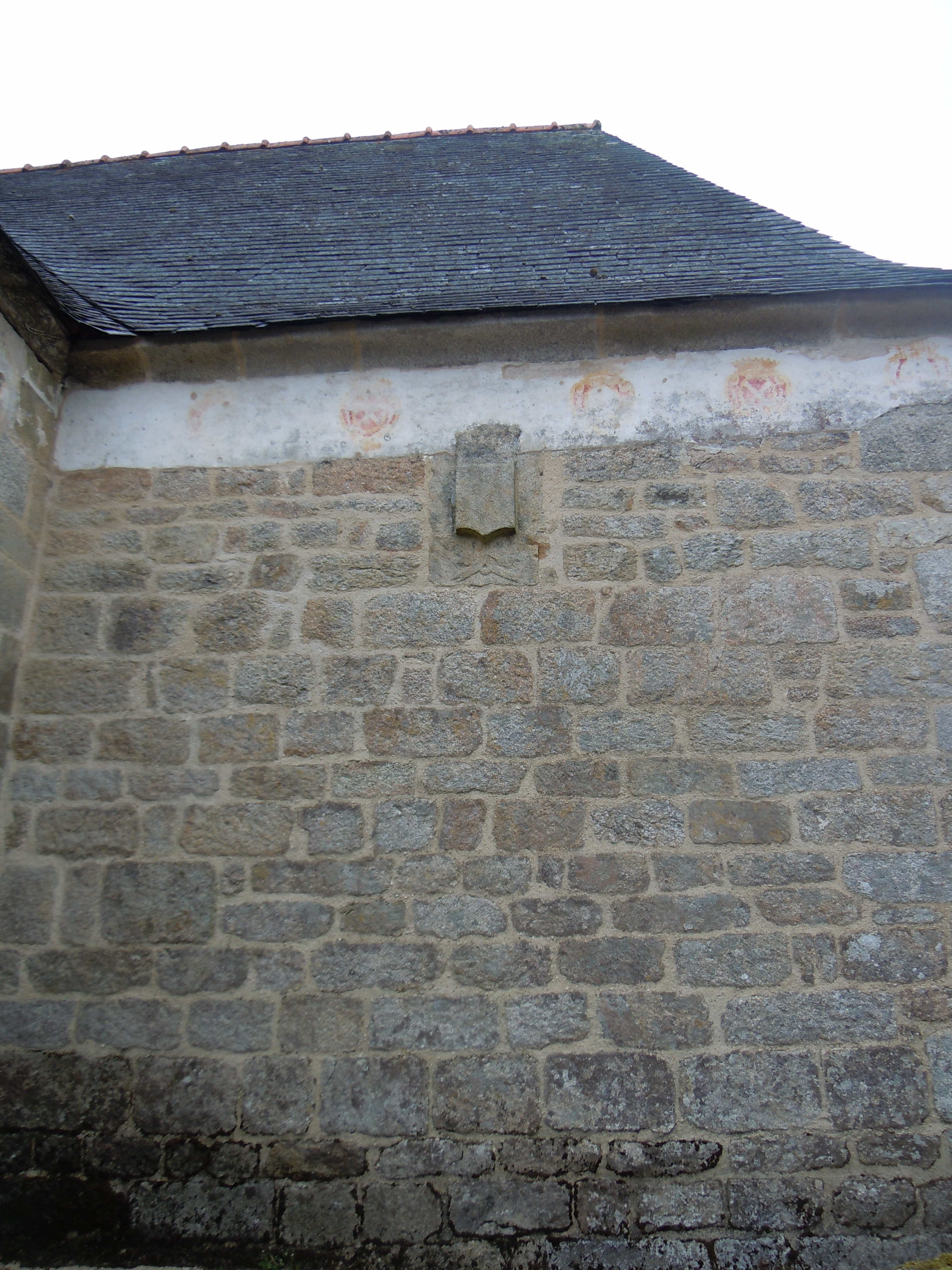
Armes des seigneurs de Restinois peintes sur le mur extérieur de la chapelle Nord.
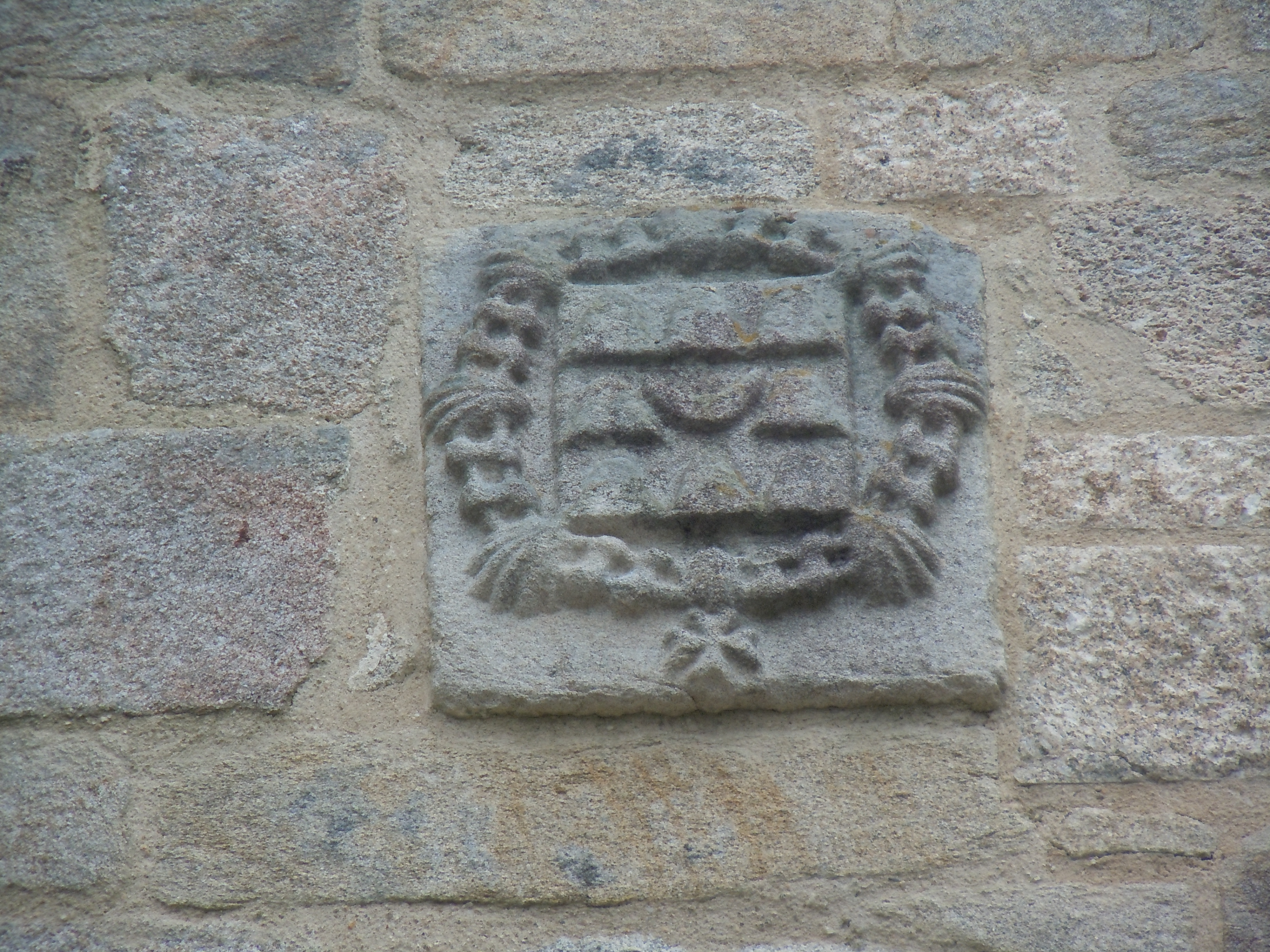
Écu non identifié avec certitude sculpté au chevet de l'église.

### Restaurations
En 2002, un état des lieux complet a permis d'effectuer un relevé pierre par pierre, pièce de bois par pièce de bois et de détecter les pathologies touchant l'édifice.
Les façades ouest et sud ont été restaurées en 2004. Les façades nord et est ainsi que la tour du clocher ont été restaurées en 2005.

### Clocher
En 1882, des notables de la ville offrent trois cloches qui en l'absence de clocher, furent abritées dans un campanile situé dans le cimetière devant l'église. 
Ce n'est qu'en 1927, qu'un premier projet de clocher en forme de tour est dessiné. Il s'agissait d'un beffroi couvert d'ardoise portant les cloches à 8 mètres au-dessus du sol. en août 1929,un second projet proposait une terrasse en béton armé. Ces projets sont abandonnés en raison d'un coût de réalisation trop élevé.
La tour actuelle est issue des délibérations du conseil municipal, s'étant déroulées en 1930. Le clocher a été  coiffée de sa toiture le 28 mai 2005.

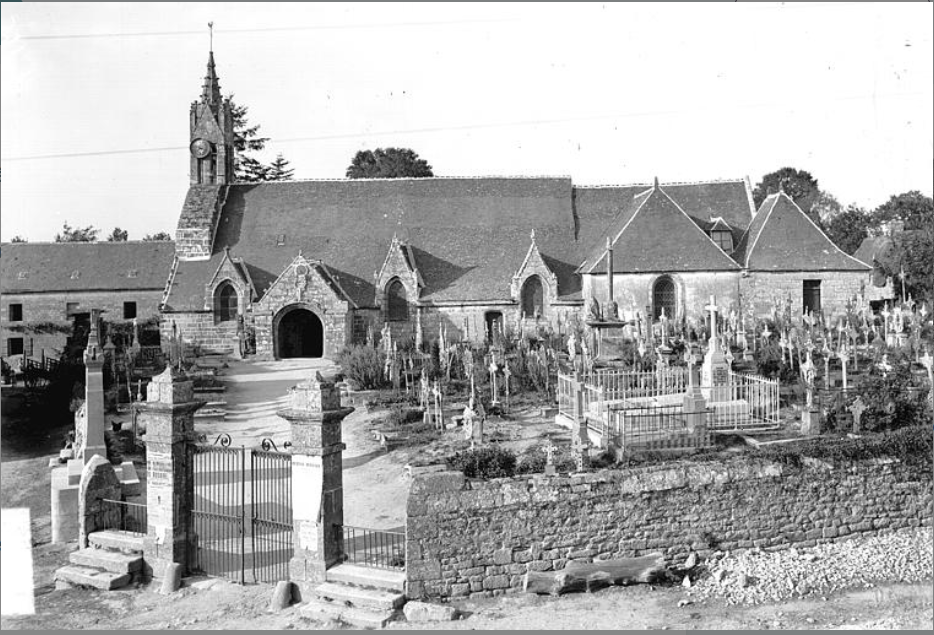
L'église Saint-Mélaine en 1921 avant le transfert du cimetière et l'ajout de la grosse tour-clocher.

## Architecture
L'église mesure 28 mètres sur 11 mètres. Elle présente un plan en croix latine, à faux-transept, trois vaisseaux de sept travées, chœur dans le prolongement du vaisseau central terminé par un mur plat ouvert d'une grande fenêtre axiale. Ses portes rappellent l'époque de transition car elles sont tantôt d'ogive, tantôt en plein-cintre. Au sud les fenêtres sont ogivales et surmontées d'un pignon extérieur.

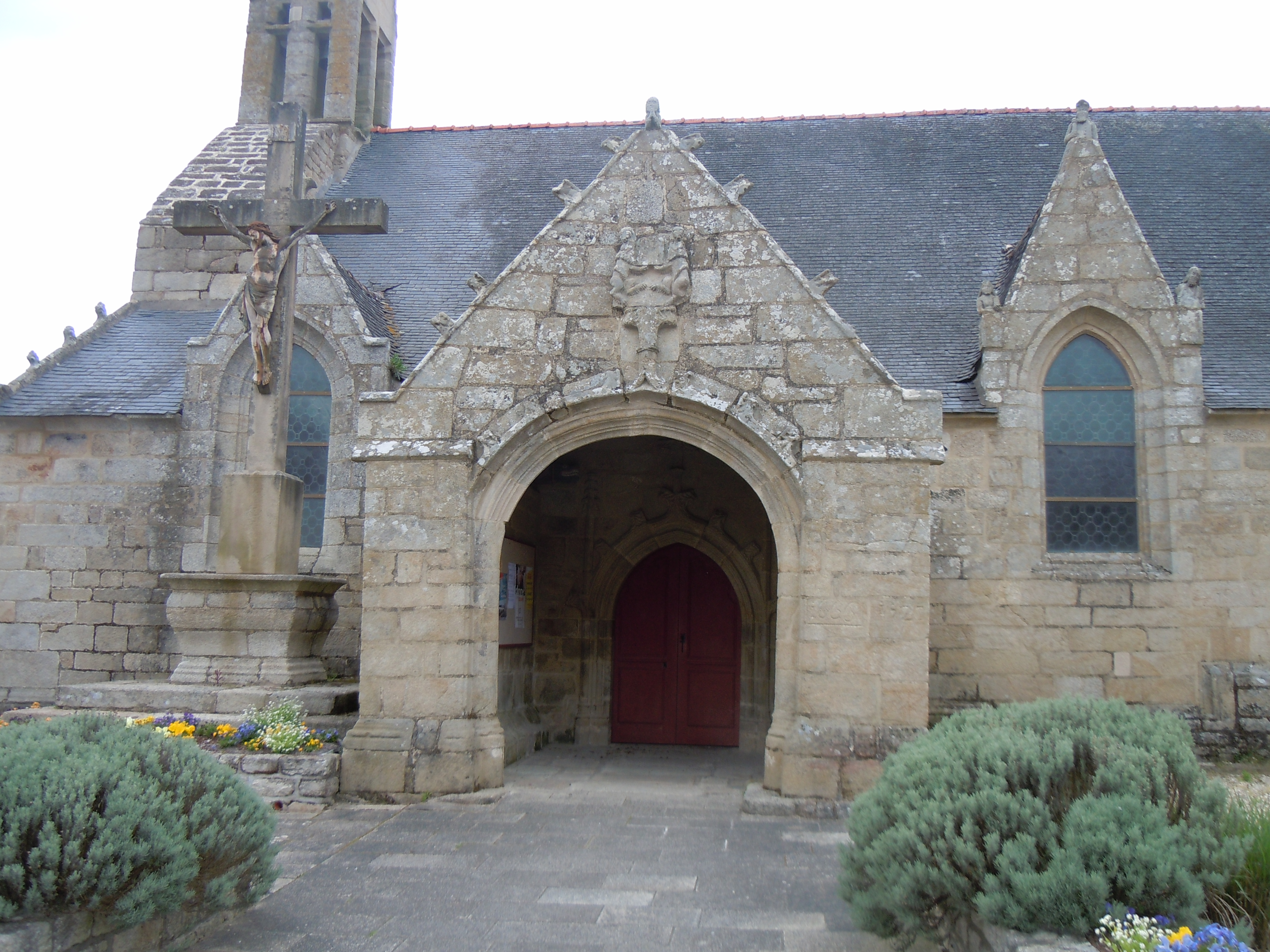
Le porche méridional.
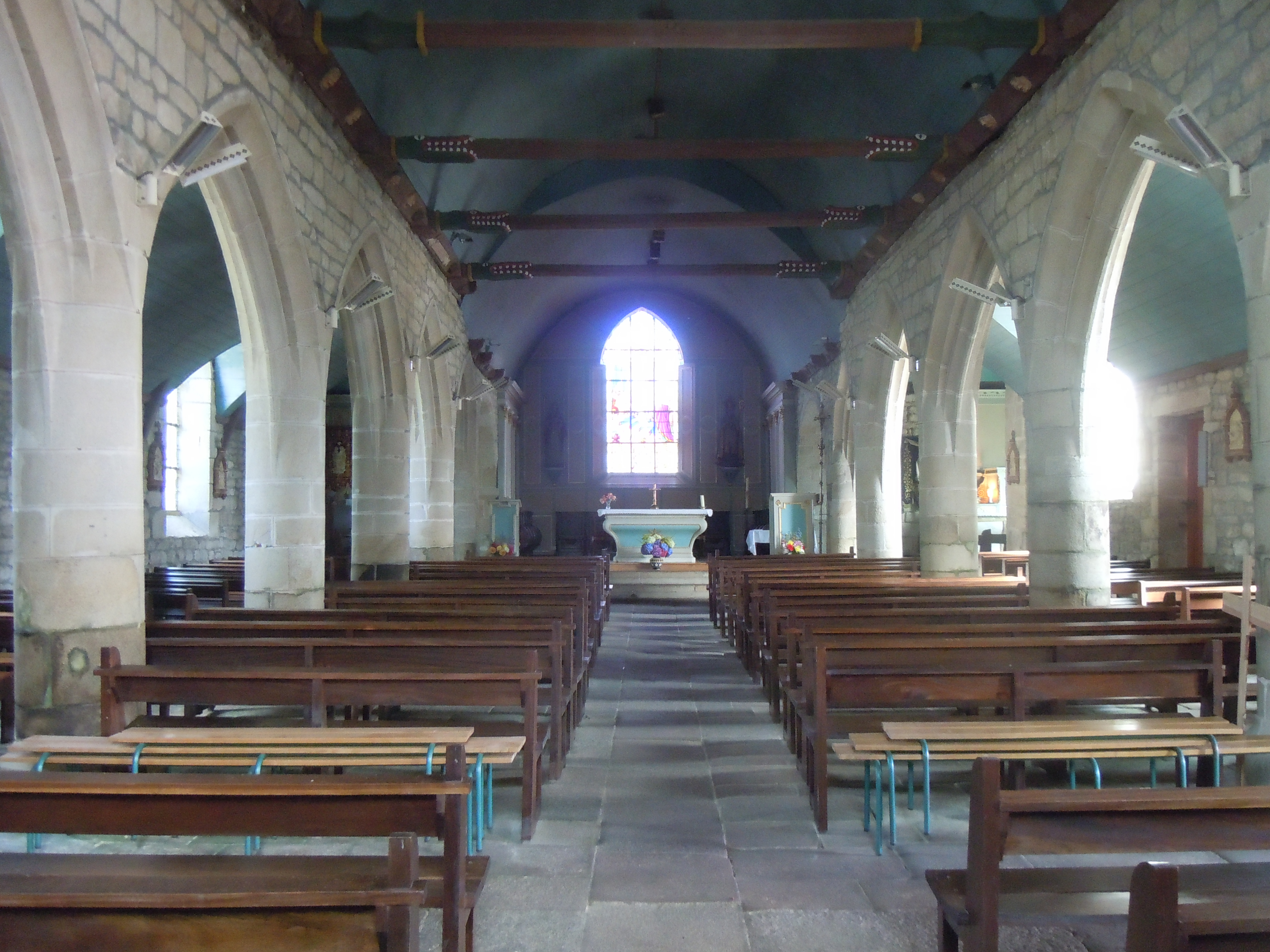
Vue de la nef avec ses entraits à engoulants et du chœur de l'église Saint-Mélaine.
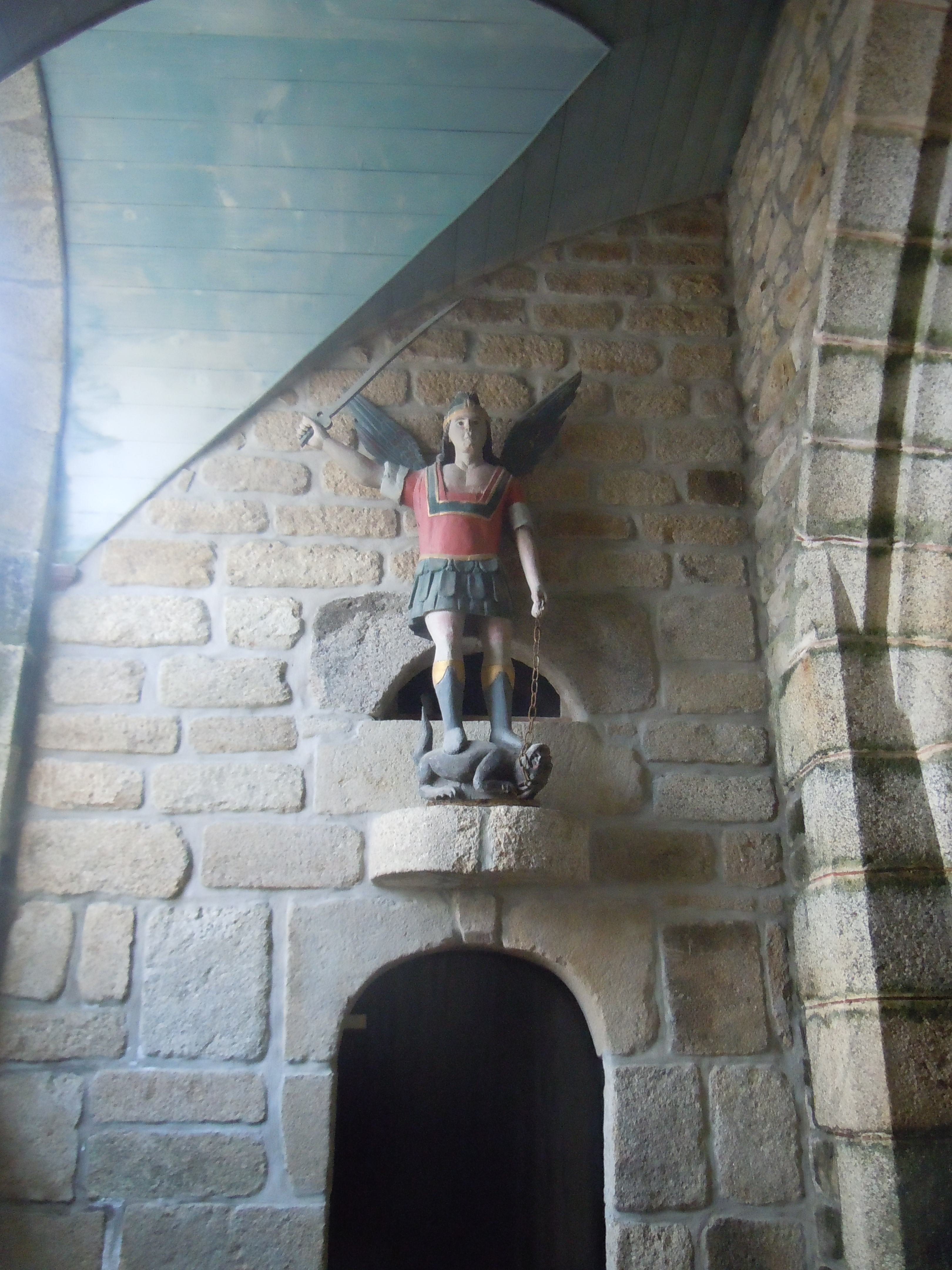
Statue de Saint Michel.